# Хадим Месих-паша
Хадим Месих-паша (умро 1589), је био османски државник и велики везир од 1. новембра 1585. до 15. априла 1586. године.

## Биографија
Рођен је у хришћанској породици у Босни око 1495. године. Ступио је у османску војску путем девширме. Као евнух, ступио је у службу у султанову палату. Године 1574. послат је у Каиро као управник Египатског ејалета. Након што се вратио у Истанбул, постао је 1581. године трећи везир. Постао је други везир јула 1584. године, а новембра 1585. године заменио је Уздемир Осман-пашу на месту великог везира. Осман-паша напустио је престоницу како би водио кампању против Персијанаца (Османско-персијски рат 1578-1590). Након освајања Табриза, Осман-паша се разболео и умро, те је Месих-паша постао велики везир 1. децембра 1585. године. Обављао је везирску функцију током владавине Мурата III. Велики везир остао је до 15. априла 1586. године, када је смењен Сијавуш-пашом. Умро је 1589. године. Сахрањен је у гробници близу џамије коју је подигао у Истанбулу.